# Contando a féria
Contando a féria ou O engraxate e o jornaleiro é uma escultura localizada na Praça João Mendes, em São Paulo. Foi criada por Ricardo Cipicchia e inaugurada em 1950.
A peça foi produzida em bronze, com um pedestal em granito. O trabalho em bronze foi realizado pela Fundição J. Rebeliato.
Retrata duas profissões, muito comuns na primeira do século XX nas cidades brasileiras: engraxate e vendedor de jornais. Eram normalmente atividades desempenhadas por crianças e adolescentes. Cipicchia realizou a obra ao observar esse trabalho sendo realizado na área central de São Paulo. Faz parte de uma série de obras realizada pelo escultor e espalhada na cidade de São Paulo.
O destaque estilístico na obra é a expressividade dos jovens retratados.

## Galeria

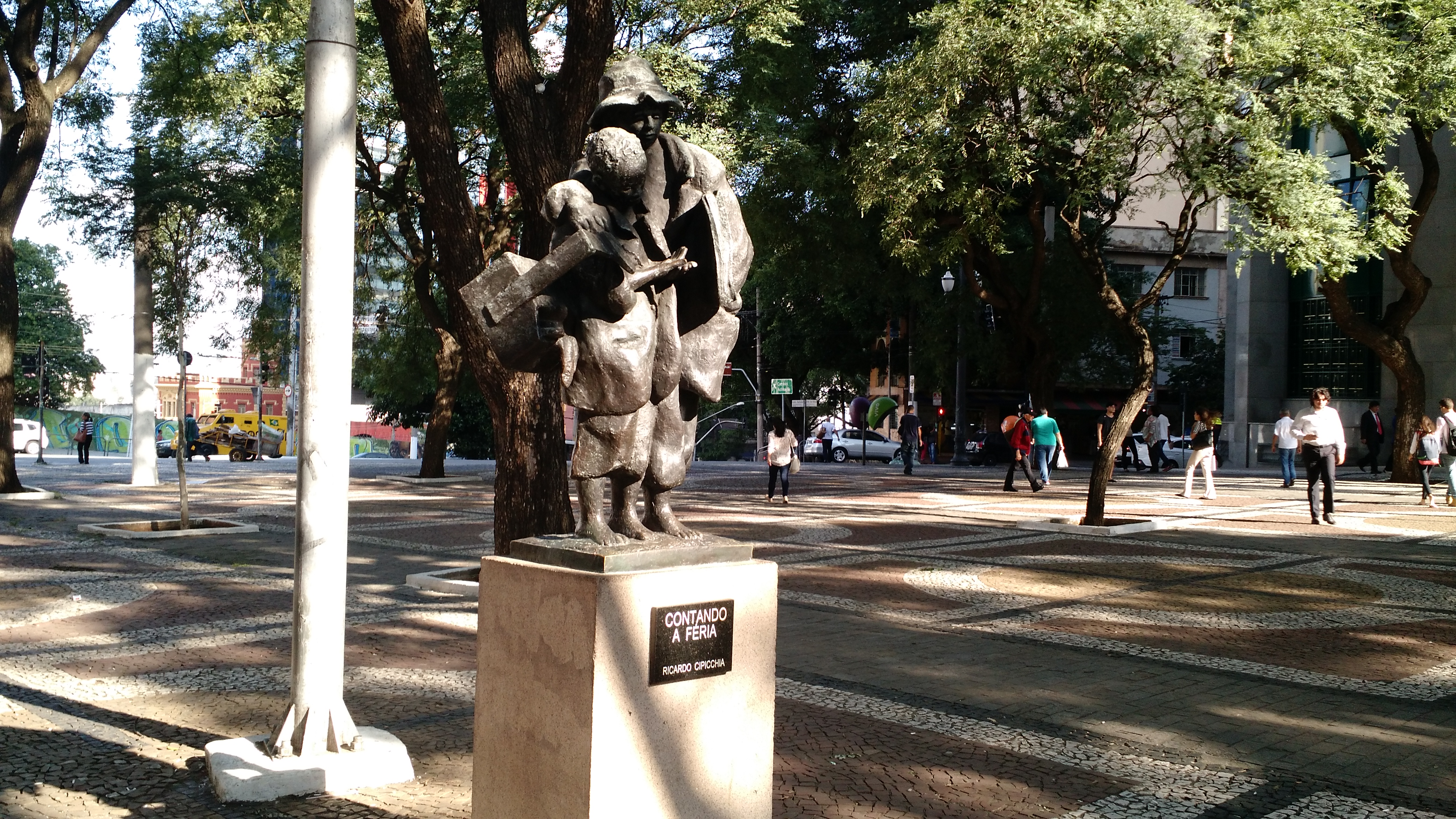
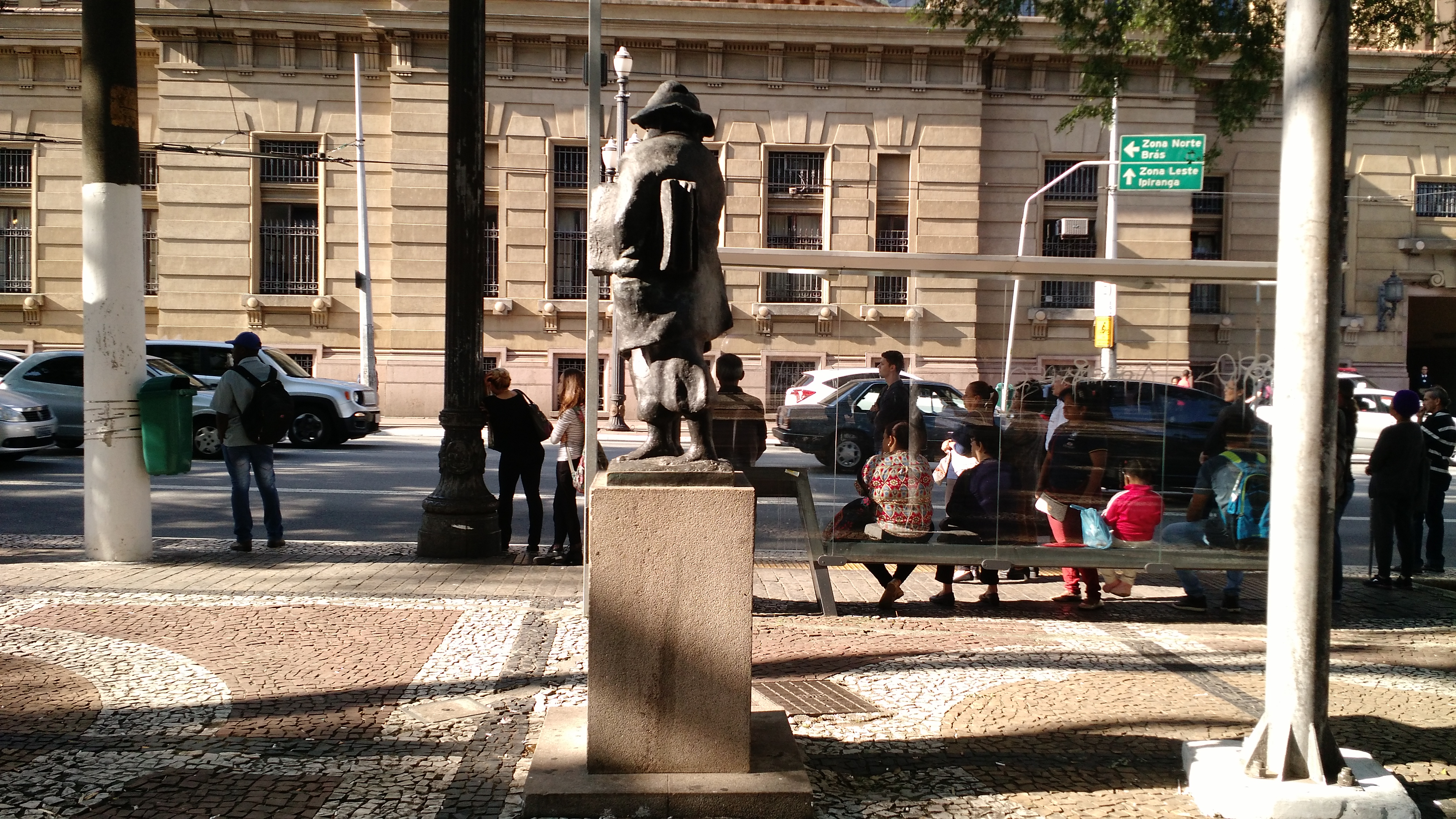
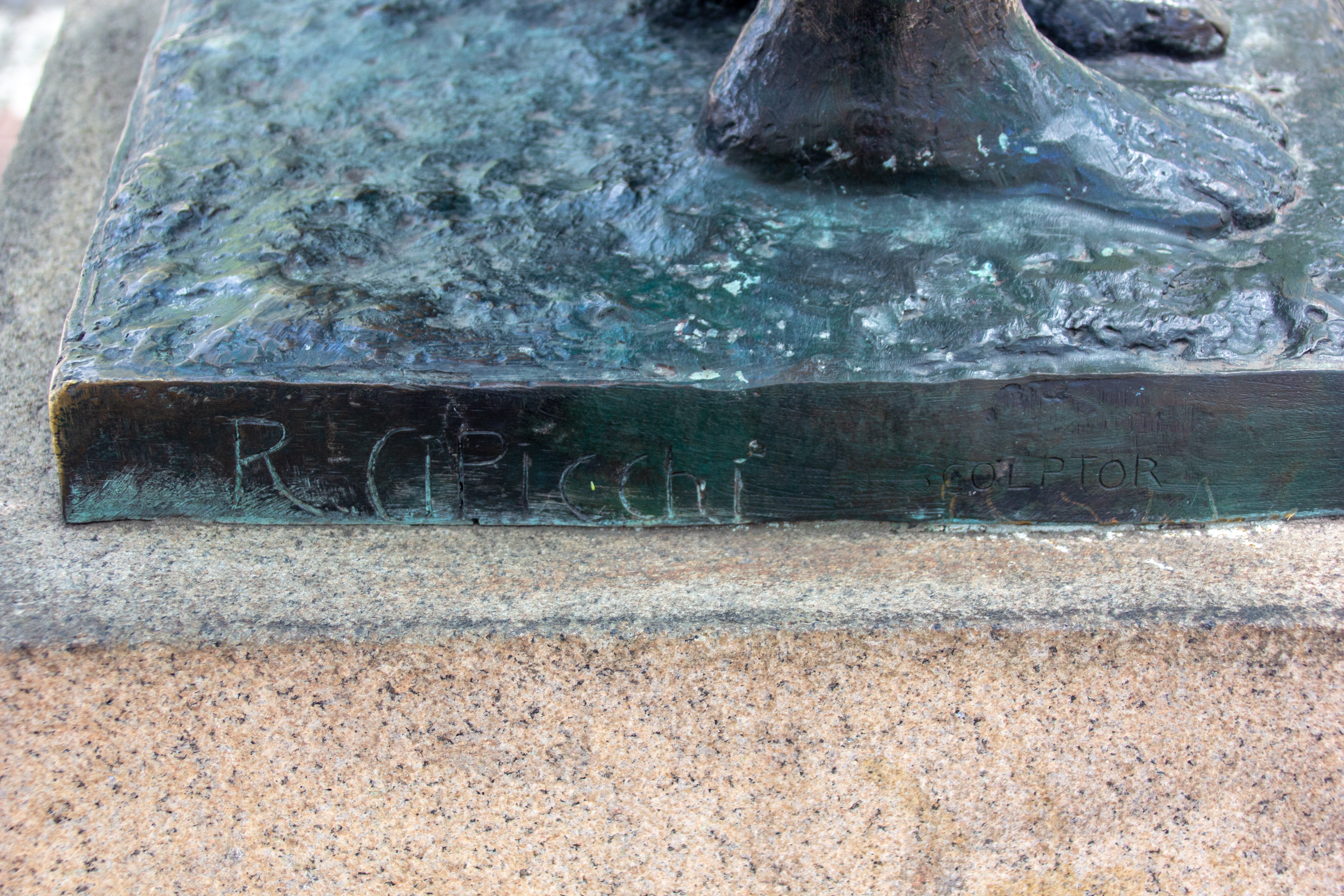
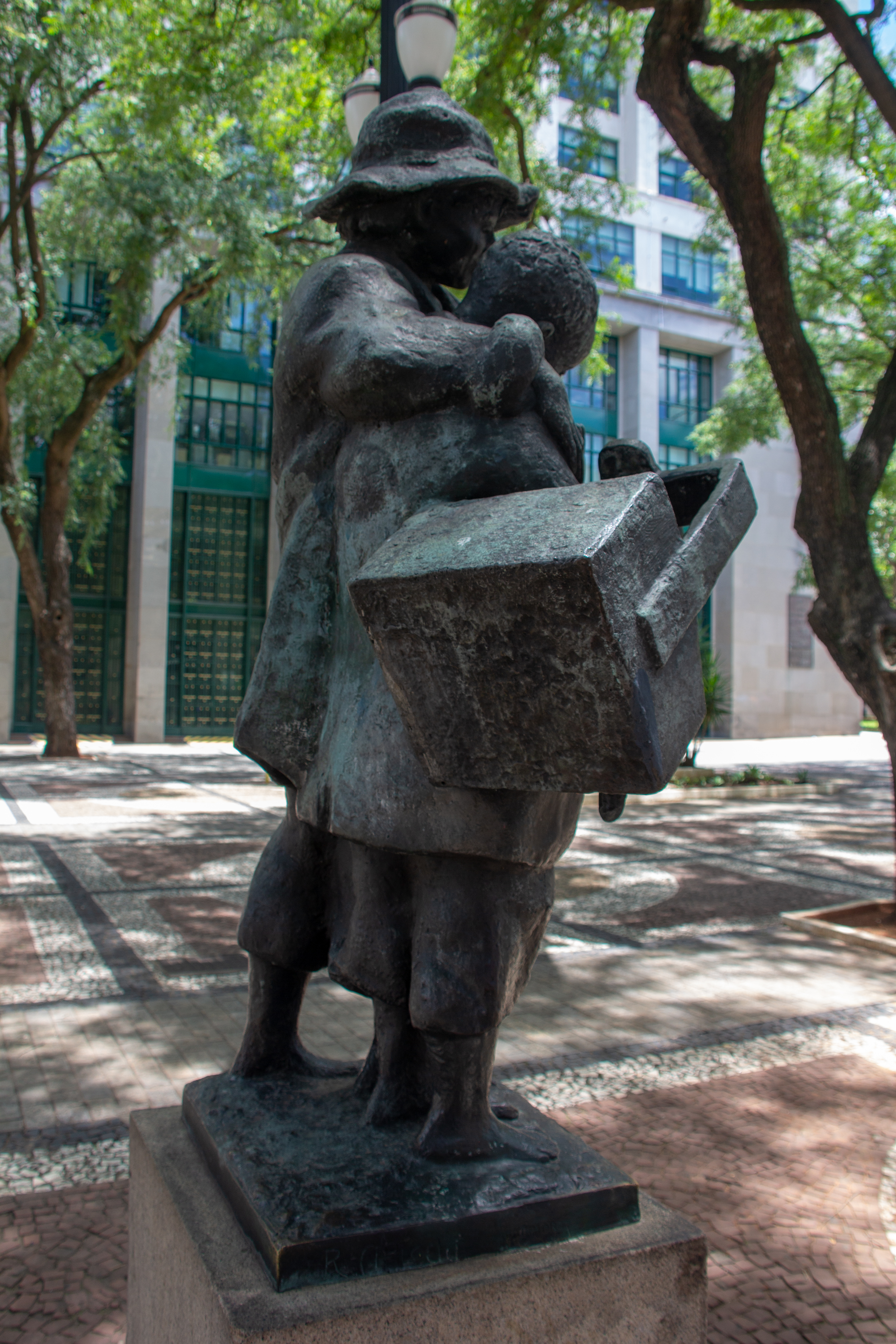